# Metynnis cuiaba
Metynnis cuiaba is een straalvinnige vissensoort uit de familie van de echte piranha's (Serrasalmidae). De wetenschappelijke naam van de soort is voor het eerst geldig gepubliceerd in 2009 door Pavanelli, Ota & Petry.